# U.S. Route 1
Pour les articles homonymes, voir Route 1.

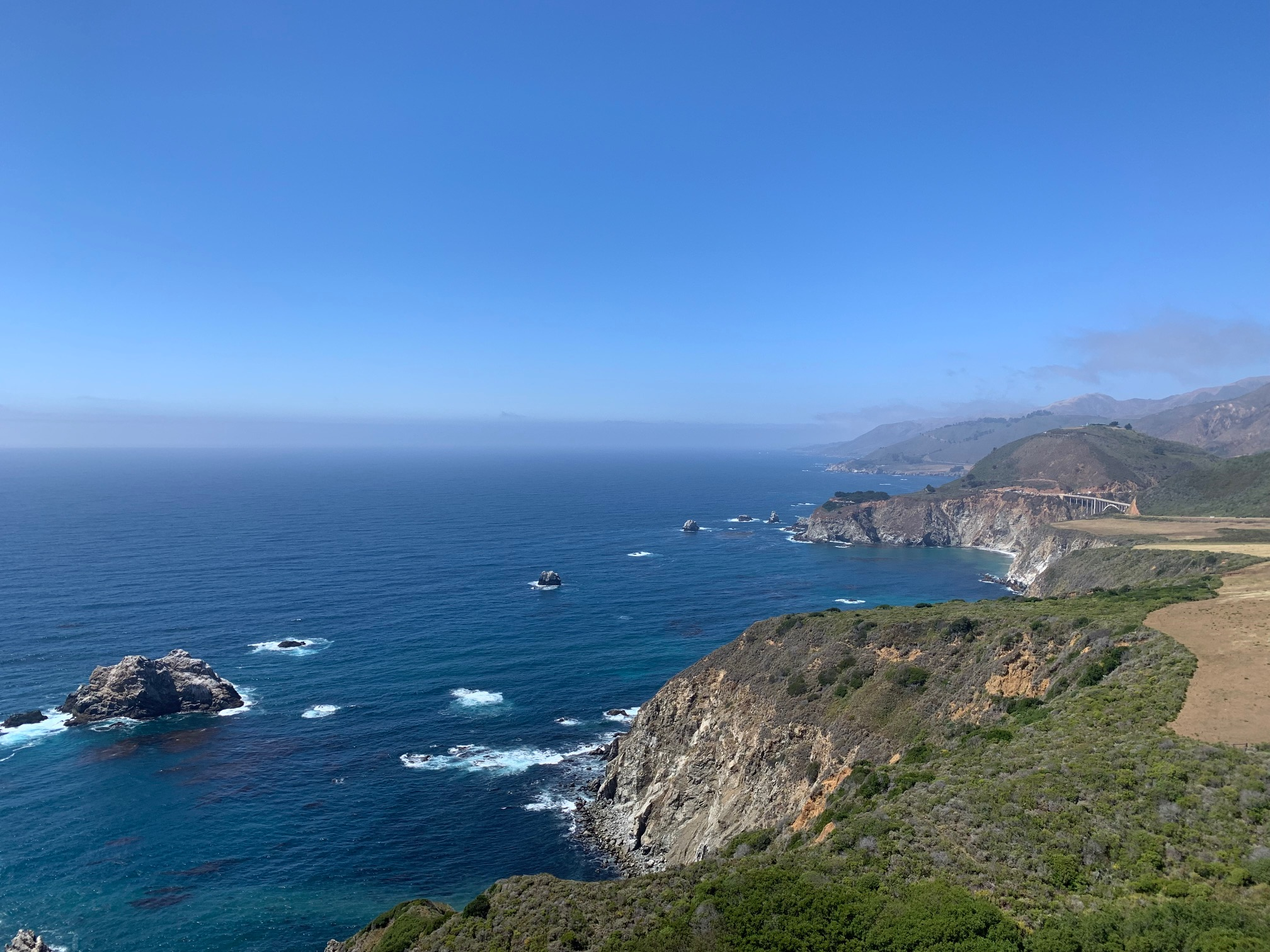
Paysage au bord de la Route 1 en Californie.

La U.S. Route 1 ou U.S. Highway 1 (US 1) est un axe sud-nord majeur des États-Unis qui dessert la côte est du pays. Elle parcourt 2 370 miles (3 810 km) depuis Key West, Floride, jusqu'à Fort Kent, Maine, à la frontière canadienne, faisant de cette route la plus longue route sud–nord des États-Unis. La US 1 est généralement suivie par l'I-95, à l'exception d'un segment entre Jacksonville, Floride et Petersburg, Virginie, où la US 1 est plus à l'ouest (dans les terres) alors que l'I-95 longe la côte. À l'inverse, dans le Maine, la US 1 est plus près de la côte alors que l'I-95 entre dans les terres. La route relie presque toutes les plus grandes villes de la côte est depuis le sud-est des États-Unis jusqu'à la Nouvelle-Angleterre, incluant Miami, Jacksonville, Raleigh, Richmond, Washington D.C., Baltimore, Philadelphie, Newark, New York, Providence et Boston.

## Description du tracé
|       | mi    | km    |
| ----- | ----- | ----- |
| FL    | 545   | 877   |
| GA    | 223   | 359   |
| SC    | 171   | 275   |
| NC    | 174   | 280   |
| VA    | 197   | 317   |
| DC    | 7     | 11    |
| MD    | 81    | 130   |
| PA    | 81    | 130   |
| NJ    | 66    | 106   |
| NY    | 22    | 35    |
| CT    | 117   | 188   |
| RI    | 57    | 92    |
| MA    | 86    | 138   |
| NH    | 17    | 27    |
| ME    | 526   | 847   |
| Total | 2 369 | 3 813 |

### Floride
La US 1 parcourt la côte est de la Floride, débutant au 490 Whitehead Street à Key West et passant par Miami, Hollywood, Fort Lauderdale, Boca Raton, West Palm Beach, Jupiter, Fort Pierce, Melbourne, Cocoa, Titusville, Daytona Beach, Palm Coast, Saint Augustine et Jacksonville. Le segment le plus au sud passe à travers les chain islands des Keys et constitue la Overseas Highway, une route à deux voies d'environ 100 miles (160 km) de long. Cette route avait d'abord été construite dans les années 1930 sur les fondations de la voie ferrée Henry Flagler's Florida East Coast Railway's Overseas Railroad, laquelle avait été construite entre 1905 et 1912 sur des piliers en pierre et qui avait été détruite en 1935 par l'ouragan de la Fête du Travail. Le reste de la US 1 en Floride est généralement constitué en autoroute à quatre voies divisées, malgré l'existence de l'I-95, plus récente et à proximité de la US 1. La Route A1A est une route touristique alternative à la US 1. La Route A1A parcourt le front de mer et donne accès aux nombreuses plages donnant sur l'océan Atlantique. Au nord de Jacksonville, la US 1 bifurque vers le nord-ouest en direction d'Augusta, Géorgie. C'est la US 17 qui devient la route côtière jusqu'en Virginie, où la US 13 prend le relais.

### Géorgie
Le segment de la US 1 en Géorgie, alors qu'elle passe de l'alignement côtier en Floride à l'alignement de la Atlantic Seaboard Fall Line en Caroline du Sud, est généralement très rural, traversant des marais et d'anciennes plantations entre les villes de Folkston, Waycross, Alma, Baxley, Lyons, Swainsboro et Augusta. Le Georgia Department of Transportation a un plan en cours visant à élargir l'ensemble de la US 1 à quatre voies avec des contournements, lequel est achevé à plus de 50 %.

### Les Carolines
En Caroline du Sud, la US 1 dessert généralement des régions plus rurales alors qu'elle se trouve à l'ouest de l'I-95 et que les zones côtières sont desservies par des routes à l'est de l'autoroute. À son début en Caroline du Sud, la US 1 est suivie par l'I-20 le long de l'Atlantic Seaboard Fall Line à travers Aiken, Lexington et Columbia jusqu'à Camden et Lugoff. La US 1 sert de route locale à deux voies avec certains segments de type boulevard. Après Camden, la US 1 continue vers le nord-est en s'éloignant de toute autoroute pour atteindre Bethune, Patrick, McBee et Cheraw sans avoir de contournements ou de sections à quatre voies, à l'exception d'un segment autour de Cheraw dans le multiplex formé avec la US 52 et la SC 9. Après la SC 9, la US 1 continue vers le nord en direction de la Caroline du Nord comme route à deux voies.
Entre la limite avec la Caroline du Sud et la US 74 bypass, la US 1 est une route à deux voies, bien qu'elle soit empruntée par un large volume de trafic. La US 1 passe par le centre-ville de Rockingham, avec une voie de contournement dans le futur. Au nord de la jonction avec la NC 177, elle devient une route à quatre voies et ensuite, une autoroute à accès limité. La US 1 devient une artère principale dans l'état plus elle s'éloigne au nord de Rockingham. Après le comté de Richmond, elle entre dans le comté de Moore avec deux voies de contournement à Southern Pines, Vass et Cameron. Elle continue avec la Jefferson Davis Highway à travers les comtés de Lee et de Sanford pour ensuite se diriger vers Cary et Raleigh. La US 1 forme un multiplex avec la US 64 à travers Cary. Elle forme un multiplex avec l'I-440 pour contourner Raleigh par l'ouest et le nord. À la jonction avec la US 401, la US 1 quitte l'I-440. Elle forme un multiplex avec la US 401 sur une courte distance et les deux routes se séparent. La US 1 se dirige vers le nord en direction de Henderson. Là, elle longe l'I-85 vers le nord-est. Elle croise à nouveau la US 401 et forme un multiplex avec celle-ci jusqu'à la frontière avec la Virginie.

### Région Mid-Atlantic
Dans la région Mid-Atlantic, la US 1 dessert certaines des zones les plus populeuses de la côte est. En Virginie, la US 1 est longée par des autoroutes principales: ce qui reste de l'I-85 jusqu'à Petersburg, l'I-95 à travers Richmond et Fredericksburg jusqu'à Alexandria et l'I-395 à Arlington. Dans la majeure partie de l'état, la US 1 a été appelée la Jefferson Davis Highway.
La US 1 traverse le fleuve Potomac en multiplex avec l'I-395 sur les ponts de 14th Street et se sépare pour suivre 14th Street et Rhode Island Avenue à travers le District de Columbia. La US 1 compte au moins trois voies entre la frontière de la Caroline du Nord et Petersburg avec, occasionnellement, une configuration à quatre voies divisées. Au nord de Petersburg, elle compte au moins quatre voies non-divisées jusqu'à la limite avec le District de Columbia. Entre Petersburg et la limite de l'État, la US 1 est parallèle à la Atlantic Seaboard Fall Line. À partir de Petersburg, elle longe l'I-95. Elle traverse le District de Columbia et entre au Maryland. Elle suit alors le Baltimore–Washington Boulevard, la première de quelques autoroutes modernes construites entre les deux villes; l'I-95 étant la route la plus récente, après la Baltimore–Washington Parkway. La US 1 passe près de l'Université du Maryland et College Park. Elle contourne le centre-ville de Baltimore sur North Avenue et quitte les limites de la ville par le nord-est via Belair Road, quittant graduellement le corridor de l'I-95, lequel passe par Wilmington, Delaware, sur un tracé plus droit vers Philadelphie. Autour et au-delà de Bel Air, la US 1 est une route à deux voies traversant le fleuve Susquehanna sur le dessus du barrage Conowingo avant d'entrer en Pennsylvanie en contournant le Delaware.
La route à deux voies devient une route à quatre voies en entrant en Pennsylvanie. Elle passe autour d'Oxford et de Kennett Square, se joignant ensuite au Baltimore Pike juste après Kennett Square. À Media, la US 1 devient à nouveau une autoroute, la Media Bypass, se terminant juste après l'I-476. Après quelques changements de nom, la route devient City Avenue, la limite ouest de Philadelphie, à la fin de laquelle elle forme un court multiplex avec la Schuylkill Expressway (I-76) la menant vers la Roosevelt Expressway et le Roosevelt Boulevard, boulevard de douze voies formant un multiplex partiel avec la US 13. La US 1 devient à nouveau une autoroute en quittant la ville, contournant Penndel et Morrisville et traversant le fleuve Delaware pour entrer au New Jersey sur le pont à péage de Trenton–Morrisville.
Après être entrée au New Jersey dans le comté de Mercer, la US 1 continue son trajet sur la Trenton Freeway à travers la capitale de l'état et Lawrence Township comme autoroute à quatre voies. L'autoroute se termine et la route à quatre voies devient une route à six voies. Elle croise l'I-295 et entre à West Windsor et Penns Neck. Elle entre dans le comté de Middlesex dans les agglomérations de Plainsboro Township et de South Brunswick. Près de Forrestal Village, l'autoroute passe de six à quatre voies jusqu'à Finnegans Lane à North Brunswick. Elle continue ensuite vers le nord à travers New Brunswick comme autoroute à accès limité jusqu'à l'intersection entre CR 529 / Plainfield Avenue à Edison. À Edison et Woodbridge Township, la US 1 est un mélange de boulevard et de route à accès limité jusqu'à la jonction avec la US 9. Le multiplex formé de la US 1 et de la US 9 continue dans comme tel pour le reste du tracé dans l'état. L'autoroute à six voies divisées demeure ainsi à travers Rahway et Elizabeth jusqu'à ce qu'elle atteigne l'Aéroport international de Newark Liberty, où elle devient une double autoroute à deux voies autour du centre-ville de Newark avec une configuration 2–2–2–2. La route historique Pulaski Skyway amène la US 1/9 à Jersey City et la route quitte l'autoroute à Tonnele Circle pour se diriger vers le nord dans le comté de Bergen. La US 1/9 bifurque sur la US 46 et les trois routes se dirigent vers le nord-est en direction du George Washington Bridge Plaza, où elles intègrent l'I-95. La US 46 se termine au milieu du pont, lequel traverse le fleuve Hudson pour entrer à New York. Immédiatement après être entré à New York, la US 9 quitte sur Broadway à Manhattan alors que la US 1 demeure en multiplex avec l'I-95 sur la Cross Bronx Expressway, la quittant dans le Bronx à Webster Avenue. Deux virages mènent la US 1 à Boston Road, via Fordham Road. Elle se dirige hors de la ville, vers le nord-est, devenant Boston Post Road dans le comté de Westchester, ne s'éloignant jamais de l'I-95. Entre le Bronx et la limite avec le Connecticut, la US 1 agit comme route locale comptant deux voies par direction, sauf à Rye où elle n'a qu'une voie par direction. Alors qu'elle entre à Greenwich, Connecticut, elle se poursuit comme route locale à deux voies.

### Nouvelle-Angleterre
Dans la Nouvelle-Angleterre, la US 1 dessert généralement de grandes villes en ayant la capacité d'une rue secondaire. Au Connecticut, la US 1 dessert la rive nord de Long Island Sound en étant parallèle à l'I-95. Au-delà de New Haven, la route se dirige d'ouest en est et certaines indications y réfèrent ainsi plutôt que comme route nord / sud. À la frontière avec le Rhode Island, l'I-95 adopte un tracé diagonal vers Providence alors que la US 1 continue vers l'est le long de la côte en passant par Westerly et Wakefield-Peacedale, où elle bifurque vers le nord en longeant la Baie de Narragansett. Sur la majorité de son tracé, la route compte quatre voies avec un accès limité. Peu après la jonction avec la Route 138, la Route 4 se dirige vers le nord-ouest pour rejoindre l'I-95. À cet endroit, la US 1 redevient une route régulière et passe par Warwick, Providence et Pawtucket. La route longe à nouveau l'I-95 à Providence et Pawtucket jusqu'au Massachusetts, se dirigeant vers Boston comme route à quatre voies. À l'endroit où la US 1 atteint Dedham, elle bifurque vers l'est et devient une autoroute en traversant la région métropolitaine de Boston, en multiplex avec l'I-95 et l'I-93 de Braintree jusqu'au centre-ville de Boston. Le Pont Tobin et la Northeast Expressway amènent la US 1 hors de Boston, après quoi elle longe à nouveau l'I-95 vers Newburyport jusqu'à la frontière avec le New Hampshire.
Le court segment de la US 1 dans le New Hampshire suit la route historique Lafayette Road, restant près de l'I-95 en passant par Portsmouth avant de traverser le fleuve Piscataqua sur le Pont Memorial et entre dans le Maine. Dans cet état, la US 1 débute comme route parallèle à l'I-95 près de l'Océan Atlantique. À Portland, l'I-95 s'éloigne vers le nord et l'I-295 est l'autoroute longeant la US 1 jusqu'à Brunswick. À cet endroit, la US 1 tourne vers l'est et est une route à deux voies le long de la côte jusqu'à Calais; la majeure partie de ce trajet est indiqué comme la "Coastal Route". Au nord de Calais, la US 1 suit la frontière canadienne, traversant l'I-95 à Houlton pour éventuellement bifurquer vers l'ouest et le sud-ouest vers sont terminus nord au Pont Clair-Fort Kent à Fort Kent. La Route 161 se prolonge vers le nord jusqu'au Nouveau-Brunswick (Canada) jusqu'à la Route 120, une route secondaire est–ouest reliant Edmundston, Nouveau-Brunswick jusqu'à la Route 289 en direction de Saint-Alexandre-de-Kamouraska, Québec.

## Intersections principales
Floride
Whitehead Street et Fleming Street à Key West
 I-95 à Miami
 US 41 à Miami
 I-395 à Miami
 US 27 à Miami
 I-195 à Miami
 I-595 à la limite de Dania Beach et de Fort Lauderdale
 US 98 à West Palm Beach
 US 192 à Melbourne
 US 92 à Daytona Beach
 I-95 à Ormond Beach
 I-95 près de Palm Coast
 I-295 à Jacksonville
 I-95 à Jacksonville
 I-95 à Jacksonville. Les routes forment un multiplex dans la ville.
 US 90 à Jacksonville. Les routes forment un multiplex dans la ville.
 US 17 à Jacksonville. Les routes forment un multiplex dans la ville.
 US 23 à Jacksonville
 I-95 à Jacksonville
 US 23 à Jacksonville. Les routes forment un multiplex jusqu'au nord d'Alma, Géorgie.
 I-295 à Jacksonville
 US 301 à Callahan. Les routes forment un multiplex jusqu'à Homeland, Géorgie.
Géorgie
 US 82 à Waycross. La US 1 / US 82 / SR 520 forment un multiplex jusqu'à l'ouest de Deenwood.
 US 84 à Waycross. Les routes forment un multiplex dans la ville.
 US 341 à Baxley
 US 280 à Lyons
 I-16 à Oak Park
 US 80 à Swainsboro
 US 319 à Wadley
 US 221 à Louisville. Les routes forment un multiplex jusqu'à Wrens.
 I-520 à Augusta
 US 78 / US 278 à Augusta. La US 1 / US 78 forment un multiplex jusqu'à Aiken, Caroline du Sud. La US 1 / US 278 forment un multiplex jusqu'à Clearwater, Caroline du Sud. La US 1 / SR 10 forment un multiplex jusqu'à la frontière avec la Caroline du Sud.
 US 25 à Augusta. La US 1 / US 25 forment un multiplex jusqu'à North Augusta, Caroline du Sud. La US 1 / SR 121 forment un multiplex jusqu'à la frontière avec la Caroline du Sud.
Caroline du Sud
 I-520 à North Augusta
 I-20 au nord-est d'Aiken
 US 178 à Batesburg-Leesville
 US 378 à Lexington. Les routes forment un multiplex dans la ville.
 I-20 à l'est de Lexington
 I-26 à Oak Grove
 US 378 à West Columbia. Les routes forment un multiplex jusqu'à Columbia.
 US 21 / US 176 / US 321 à Columbia
 US 76 à Columbia. Les routes forment un multiplex dans la ville.
 I-20 à Dentsville
 I-77 à Dentsville
 US 601 à Lugoff. Les routes forment un multiplex jusqu'à Camden.
 US 521 / US 601 à Camden
 US 52 au sud-ouest de Cheraw. Les routes forment un multiplex jusqu'à Cheraw.
Caroline du Nord
 I-74 / US 74 au sud-ouest de East Rockingham
 US 220 à Rockingham
 US 15 / US 501 à Aberdeen. Les routes forment un multiplex dans la ville.
 US 15 / US 501 au nord-est de Cameron. Les routes forment un multiplex jusqu'à Sanford.
 US 421 à Sanford
 US 64 à Cary. Les routes forment un multiplex jusqu'à Raleigh.
 I-40 / I-440 / US 64 à Raleigh. L'I-440 / US 1 forment un multiplex dans la ville.
 US 70 à Raleigh
 I-440 / US 401 à Raleigh. La US 1 / US 401 forment un multiplex dans la ville.
 I-540 près de Raleigh
 US 158 au nord-est de Henderson. Les routes forment un multiplex jusqu'à Norlina.
 I-85 au sud-ouest de Middleburg
 US 158 / US 401 à Middleburg. La US 1 / US 401 forment un multiplex au nord-ouest de Wise.
 I-85 / US 401 au nord-ouest de Wise
Virginie
 US 58 au sud-ouest de South Hill. Les routes forment un multiplex jusqu'au sud-ouest de la ville.
 I-85 à South Hill
 I-85 au sud d'Alberta
 I-85 / US 460 au sud-ouest de Petersburg. La US 1 / US 460 Bus. forment un multiplex jusqu'à Petersburg.
 US 301 à Petersburg. Les routes forment un multiplex jusqu'à Richmond.
 US 360 à Richmond
 US 60 à Richmond
 US 33 / US 250 à Richmond
 I-64 / I-95 à Richmond
 I-95 à Lakeside
 I-295 à Glen Allen
 US 17 au nord-est de Spotsylvania. Les routes forment un multiplex jusqu'au sud de Fredericksburg.
 I-95 / US 17 au sud de Fredericksburg
 I-95 à Lorton
 I-95 / I-495 à Alexandria
 I-395 à Arlington. Les routes forment un multiplex jusqu'à Washington, D.C.
District de Columbia
 US 50 à Washington. Les routes forment un multiplex dans une partie de la ville.
 US 29 à Washington. Les deux routes poursuivent leur trajet sur le tracé de l'autre à l'intersection de 6th Street NW et Rhode Island Avenue NW.
Maryland
 I-95 / I-495 à College Park
 I-895 à Elkridge
 I-195 à Arbutus
 US 40 à Baltimore
 I-83 à Baltimore
 I-695 à Overlea
 US 222 à Conowingo
Pennsylvanie
 US 202 / US 322 à Concordville. La US 1 / US 322 forment un multiplex dans la communauté.
 I-476 à Marple Township
 US 30 aux limites entre Wynnewood et Philadelphie
 I-76 aux limites entre Bala Cynwyd et Philadelphie. Les routes forment un multiplex vers Philadelphie.
 US 13 à Philadelphie. Les routes forment un multiplex dans une partie de la ville.
 I-276 à Bensalem
 I-295 à Woodbourne
 US 13 au sud-ouest de Morrisville
New Jersey
 I-295 à Lawrence Township
 US 130 à North Brunswick
 I-287 aux limites entre Edison et Metuchen
 US 9 à Woodbridge Township. Les routes forment un multiplex jusqu'à New York.
 I-278 à Linden
 I-78 / I-95 à Newark
 US 22 à Newark
 I-78 / I-95 à Newark
 I-95 à Newark
 US 46 à Palisades Park. Les routes forment un multiplex jusqu'à la frontière entre le New Jersey et l'État de New York sur le Pont George-Washington.
 US 9W à Fort Lee
 I-95 à Fort Lee. Les routes forment un multiplex jusqu'au Bronx, New York.
 US 46 à la frontière entre le New Jersey et l'État de New York
New York
 US 9 à Manhattan, New York
 I-87 dans le Bronx, New York
 I-95 dans le Bronx, New York
 I-95 à New Rochelle
 I-95 à Rye
 I-287 aux limites entre Rye et Port Chester
Connecticut
 I-95 à Stamford
 I-95 à Darien
 US 7 à Norwalk
 I-95 à Fairfield
 I-95 à Fairfield
 I-95 à Fairfield
 I-95 à Stratford
 I-95 à Milford
 I-91 à New Haven
 I-95 à East Haven
 I-95 à Branford
 I-95 à Guilford
 I-95 à Old Saybrook. Les routes forment un multiplex jusqu'à Old Lyme.
 I-95 à East Lyme
 I-95 à New London. Les routes forment un multiplex jusqu'à Groton.
Rhode Island
 US 6 à Providence
 US 44 à Providence. Les routes forment un multiplex pour moins de 0,5 miles (0,8 km).
 I-95 à Pawtucket. Les routes forment un multiplex pour moins de 1 mile (1,6 km).
Massachusetts
 I-95 à Attleboro
 I-295 à North Attleboro
 I-495 à Plainville
 I-95 à Sharon
 I-95 aux limites entre Westwood et Dedham. Les routes forment un multiplex jusqu'à Canton.
 I-93 / I-95 à Canton. L'I-93 / US 1 forment un multiplex jusqu'à Boston.
 US 3 à Boston
 I-90 à Boston
 I-95 à Peabody
 I-95 à Peabody
 I-95 à Danvers
New Hampshire
 US 4 à Portsmouth
Maine
 I-95 à Kittery
 I-195 à Saco
 I-295 à South Portland. Les routes forment un multiplex jusqu'à Portland.
 US 302 à Portland
 I-495 à Falmouth
 I-295 à Yarmouth
 I-295 à Yarmouth
 I-295 à Freeport
 I-295 à Brunswick
 US 201 à Brunswick
 US 2 à Houlton. Les routes forment un multiplex dans la ville.
 I-95 à Houlton
 Route 161 à au Pont Clair-Fort Kent à Fort Kent

## Routes auxiliaires
La US 1 compte six routes auxiliaires à trois chiffres. En ordre numérique, il s'agit de:
- US 201, dans le centre du Maine, entre Brunswick et le poste frontière Armstrong–Jackman.
- US 301, le long de la côte est, entre Sarasota, Floride et Biddles Corner, Delaware. Le tracé est parallèle à l'I-95 et rencontre à plusieurs reprises la US 1.
- US 401 entre Sumter, Caroline du Sud et Wise, Caroline du Nord, près de la frontière avec la Virginie. Sur la quasi totalité de son trajet, elle est parallèle à la US 1 à environ 10 à 20 miles (16 à 32 km) à l'est et elles forment un multiplex à Raleigh, Caroline du Nord.
- US 501 entre Myrtle Beach, Caroline du Sud et Buena Vista, Virginie. La route rencontre la US 1 à Aberdeen et à Sanford.
- US 601 entre Tarboro, Caroline du Sud et Mount Airy, Caroline du Nord. Elle rencontre la US 1 à Camden, Caroline du Sud.
- US 701 entre Georgetown, Caroline du Sud et Four Oaks, Caroline du Nord. La plus à l'est des routes auxiliaires de la US 1, elle ne rencontre jamais cette dernière, mais croise la US 501 à Conway, Caroline du Sud et se termine à la US 301 à son terminus nord.

La US 101, malgré son numéro, n'est pas une autoroute auxiliaire de la US 1, mais elle est plutôt considérée comme une route principale. Elle se trouve à l'ouest de l'ancienne US 99, sur la côte ouest, et son premier numéro, dans le schéma numérologique est "10".